# Stubenkogel
Stubenkogel är en bergstopp i Österrike.   Den ligger i distriktet Zell am See och förbundslandet Salzburg, i den centrala delen av landet, 300 km väster om huvudstaden Wien. Toppen på Stubenkogel är 2 144 meter över havet.
Terrängen runt Stubenkogel är mycket bergig. Runt Stubenkogel är det ganska glesbefolkat, med 29 invånare per kvadratkilometer.. Närmaste större samhälle är Mittersill, 6,1 km norr om Stubenkogel. 
Trakten runt Stubenkogel består i huvudsak av gräsmarker.